# たなかえり
たなか えり（1977年2月7日 - ）は、日本の女優、タレント、YouTuber。神奈川県横浜市出身。本名・旧芸名は田中 恵理（読み同じ）。既婚。
トミーズアーティストカンパニー、ベストブレーン、フリーを経て、ワイケーエージェントに所属していた。2021年10月セントラル株式会社（現ワイケーエージェント）を退社。

## 略歴
『電磁戦隊メガレンジャー』の城ヶ崎千里 / メガイエロー役をはじめ、数々のドラマなどに出演。1998年から2000年にかけて『王様のブランチ』の「ブランチ娘」（現在：ブランチリポーター）として出演していた。
2010年11月8日、自身のブログで入籍を報告。
2016年からは、イベントでの共演をきっかけにスーパー戦隊シリーズOB・OGである海津亮介・信達谷圭・牧野美千子・宮澤寿梨らと「ニヤニヤブラザーズ&シスターズ」を結成し、ライブ活動を行っている。2023年8月16日、自身のSNSで同グループからの卒業を発表した。尚グループ側からの発表や声明は出ていない。

## 人物
- 趣味は岩盤浴、パン作り。
- 特技は、魚を綺麗に食べること、着付け。
- 着物講師取得。
- 東京ヤクルトスワローズのファンで、特に池山隆寛のことを気に入っている。
- ものまねが得意で、十八番は野原しんのすけと中山美穂。
- 『メガレンジャー』では、役柄と同様にメンバーの世話役となっていた[1]。しかし、役自体は小学校時代の友人をモデルにしており、自身は優等生ではなかったと述べている[1]。またスポーツ万能という設定だったが、自身は運動はできないという[1]。

## 出演

### テレビドラマ
- 超光戦士シャンゼリオン 第35話（1996年11月27日、テレビ東京） - 真由美 役
- スーパー戦隊シリーズ
  - 電磁戦隊メガレンジャー（1997年 - 1998年、テレビ朝日） - 城ヶ崎千里 / メガイエロー 役
  - 轟轟戦隊ボウケンジャー（2006年、テレビ朝日） - 菜月の母 役
- 仮面ライダークウガ（2000年 - 2001年、テレビ朝日） - 笹山望見 役
- 特命係長 只野仁 第2話（2003年7月11日テレビ朝日） - 女子アナ 役
- 末っ子長男姉三人（2003年、TBS） - 恭子 役
- 隣の家族は青く見える 第5話（2018年、フジテレビ）

### バラエティ
- 王様のブランチ（1998年4月 - 2000年3月、TBS）
- 王様のお夜食（1999年4月 - 2000年3月、TBS）
- のりものスタジオ（2001年、テレビ東京） - たなかおねえさん 役

### ラジオ
- お嬢様の夜ふかし（TBSラジオ）
- 脳みそのお値段〜古田新太の特許の花道（TBSラジオ）
- BAY LINE 7300（2002年4月 - 2004年9月、bayfm）
- 髙寺成紀の怪獣ラジオ（2015年5月15日 - 22日・7月31日[7]、調布FM）

### ラジオドラマ
- 空想労働シリーズ サラリーマン（2023年8月22日 - 10月10日、RKBラジオ） - オペレーター 役[8]
  - 帰りたいサラリーマン（2024年8月24日 - 10月12日、RKBラジオ） - オペレーター 役[9]

### 映画
- パンツの穴キラキラ星みつけた!（1990年）
- セーラー服TATOO（1990年）
- レディースMAX（1996年）
- ねらわれた学園（1997年） - 徳永歩 役
- あの坂をのぼれば（2002年） - 主演・高杉郁子 役
- Summer Nude（2003年） - マミ 役
- 夢の希地（2003年）
- 金髪スリーデイズ35℃（2003年）
- 鏡（2003年）主演
- 紀雄の部屋（2004年） - 石田由美 役
- 二月的故事（2004年） - 小松崎香織 役
- 稲川淳二 あなたの隣の怖い話 夏の怪「約束」（2005年）
- 秋桜残香（2005年） - 森山静子 役
- Wスティール（2006年）
- 秘メ煙（2007年） - 鈴木若子 役

### オリジナルビデオ
- スーパー戦隊シリーズ - 城ヶ崎千里 / メガイエロー 役
  - 電磁戦隊メガレンジャー スーパービデオきみもなれるぞ！メガヒーロー（1997年）
  - 電磁戦隊メガレンジャーVSカーレンジャー（1998年）
  - 星獣戦隊ギンガマンVSメガレンジャー（1999年）

### テレビアニメ
- 戦隊レッド 異世界で冒険者になる（2025年、女子生徒）

### ゲーム
- THE 呪いのゲーム（2005年、ディースリー・パブリッシャー） - 宍倉智佳 役

### 吹き替え
- パワーレンジャーシリーズ
  - パワーレンジャー・イン・スペース（1998年） - 女の子 役 ※友情出演
  - パワーレンジャー・ロスト・ギャラクシー（1999年 - 2000年） - マヤ（セリーナ・ヴィンセント） / イエローレンジャー 役
  - パワーレンジャー・ライトスピード・レスキュー（2000年） - マヤ（セリーナ・ヴィンセント） / ギャラクシーイエローレンジャー 役

### CM
- タイヤ館（2021年）

## 作品

### シングル
- YOUR HEART ONLY（2003年12月20日） - SWEET 9 DIAMONDSとして

### ミニアルバム
- きみのふぁー（2022年11月）